# Ponte Wonhyo
A Ponte Wonhyo ou Grande Ponte Wonhyo (em coreano:  원효대교) é uma ponte que cruza o rio Han, em Seul, Coreia do Sul. A ponte liga os distritos de Yongsan e Yeongdeungpo. Essa ponte foi concluída em 1981, e foi a 13ª a ser construída sobre o rio Han.